# ماري ساكس التينبورغ

ماري ساكس التينبورغ

الأميرة ماري ساكس التينبورغ (بالألمانية: Marie von Sachsen-Altenburg)‏ (14 أبريل 1818 - 9 يناير 1907) ملكة هانوفر وزوجة جورج الخامس ملك هانوفر وهو حفيد جورج الثالث ملك المملكة المتحدة والملكة شارلوت.

## عن حياتها
ولدت الملكة ماري في 14 أبريل 1818 في هيلدبورغهاوزن، تورينجيا في ألمانيا وكانت ملكة هانوفر وزوجة جورج الخامس ملك هانوفر وهو حفيد جورج الثالث ملك المملكة المتحدة والملكة شارلوت وتزوجت الملك جورج الخامس في 18 فبراير 1843 .

## وفاتها
توفيت الملكة ماري في 9 يناير 1907 غموندين، النمسا في المجر عن عمر يناهز 88 سنة.

## معرض صور

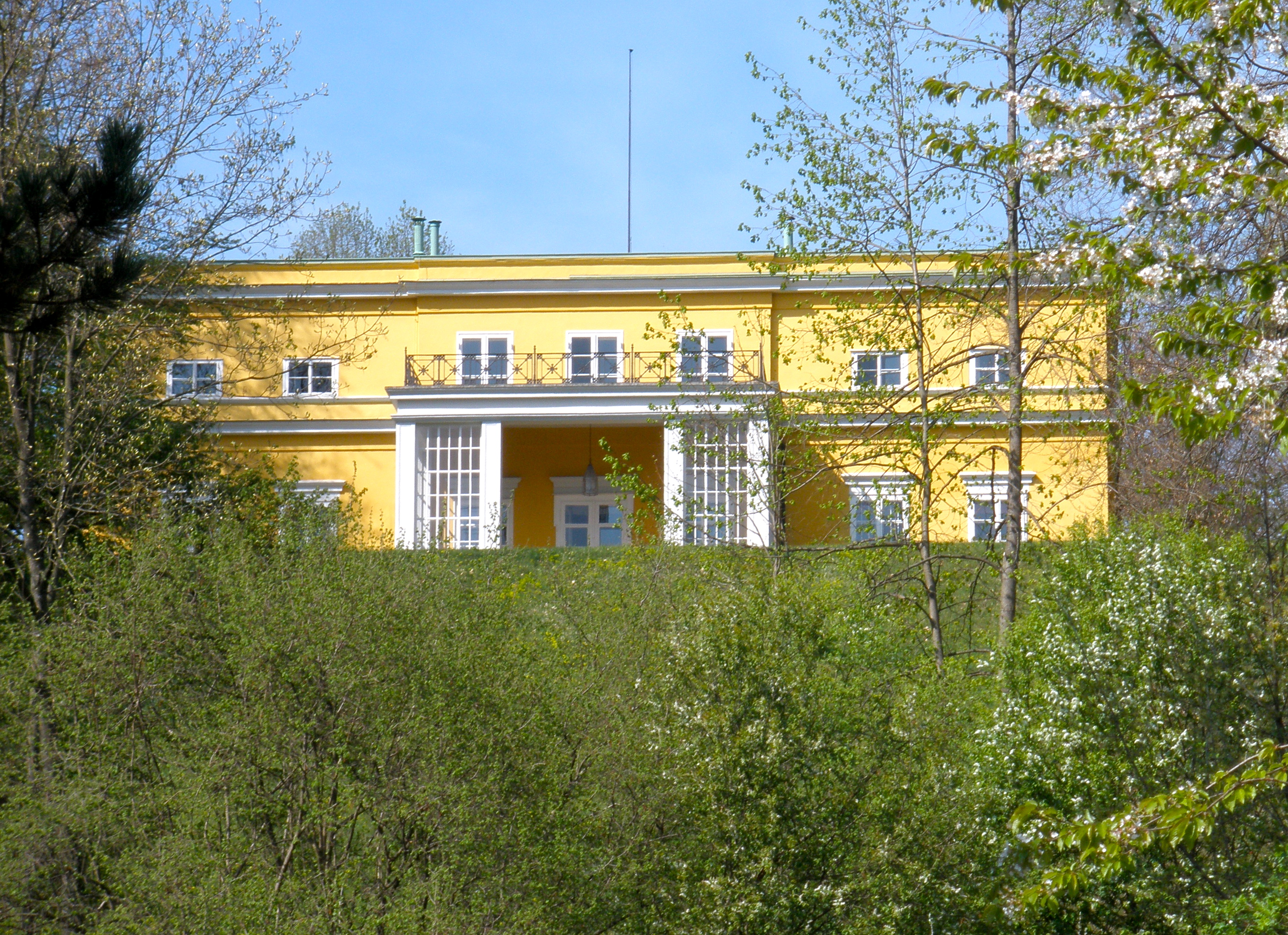
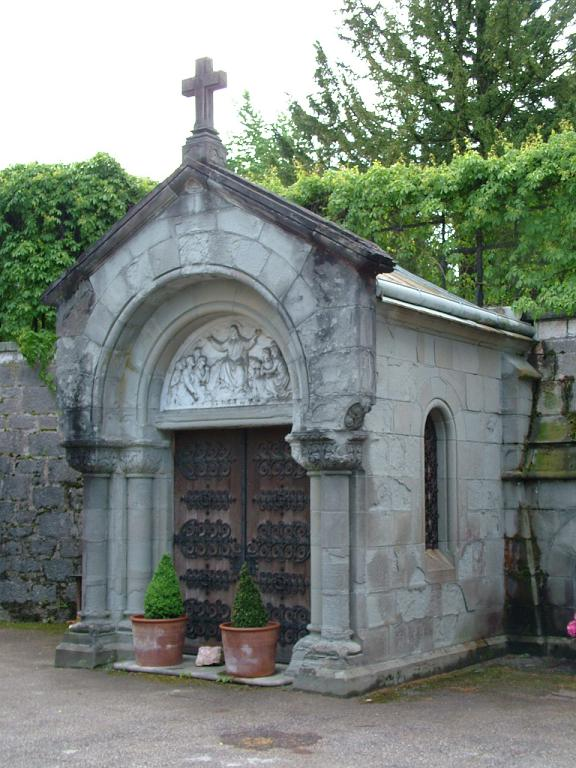
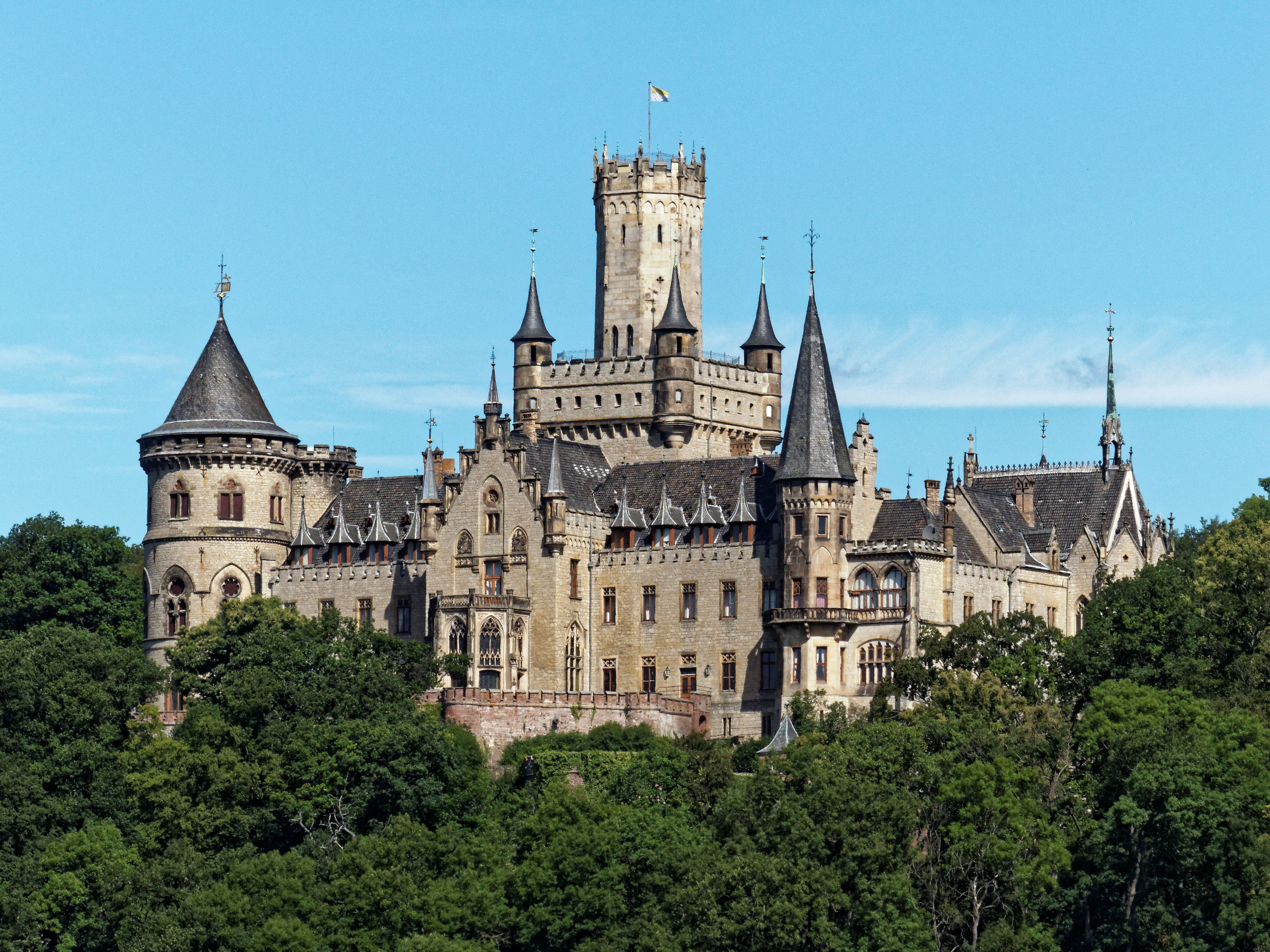